# Le Commencement de l'infini
Le Commencement de l'infini - Les explications transforment le monde (titre original : The Beginning of Infinity) est un livre grand public du physicien et philosophe David Deutsch.

## Contenu
Voir l'analyse du livre en cliquant sur ces liens :
http://www.pseudo-sciences.org/spip.php?article2932
http://www.philomag.com/les-livres/fiche-de-lecture/le-commencement-de-linfini-les-explications-transforment-le-monde-16886

## Accueil
- David Albert, professeur de philosophie à l'Université de Columbia, a écrit dans un article du New York Times : « L'ouvrage de David Deutsch est un livre brillant, exaltant et singulièrement hors du commun. Il couvre tout : l'art, la science, la philosophie, l'histoire, la politique, le mal, la mort, l'avenir, l'infini, les erreurs, l'empirisme, tout ce que vous pouvez imaginer... Deutsch est si intelligent, si étrange, si créatif, pourvu d'une curiosité tellement insatiable, et d'une vivacité intellectuelle si exubérante, que c'est un privilège, quoi qu'on en pense, de passer un moment dans sa tête. »[1]
- Dans The Independent, Doug Johnstone a décrit comme « grandiose » l'étude par Deutsch de la théorie du multivers en physique quantique. « Mais quand il essaie d'appliquer ses idées à l'esthétique, la créativité ou la philosophie morale, il entre sur un terrain glissant et par conséquent fait moins autorité. »[2]
- Également dans The Independent, Tom Wilkinson est beaucoup plus élogieux des idées de Deutsch : « La science n'a jamais eu un avocat tel que David Deutsch. C'est un physicien et un théoricien du calcul du niveau d'Alan Turing et Richard Feynman, et aussi un philosophe dans la ligne de son grand héros Karl Popper. Son argumentation est si claire qu'elle permet aux lecteurs d'accéder au plus haut niveau de discours existant sur terre, et de le comprendre. »[3]
- Dans The Guardian, P.D. Smith écrit : « Ce livre vous ouvre l'esprit comme peu d'ouvrages sont capables de le faire. »[4]
- En décembre 2015 Mark Zuckerberg a choisi Le commencement de l'infini au programme de son Club de lecture (en).